# Paa'en igen Douglas
Paa'en igen Douglas er en amerikansk stumfilm fra 1918 af Joseph Henabery.

## Medvirkende
- Douglas Fairbanks
- Marjorie Daw
- Frank Campeau
- Edythe Chapman
- James Neill
- Ernest Butterworth